# Fu'an
Fu'an (en chino, 福安市; pinyin, Fú'ān shì, léase en chino: Fu-Án, lit. 'Fu2an1.ogg') es un municipio bajo la administración directa de la ciudad-prefectura de Ningde, ubicada al nordeste de la Provincia Fujian, República Popular China. Su área es de 1880 km² y su población total es de 662 890 (2014).

## Administración
El municipio de Fuding se divide en 16 pueblos que se administran en 3 subdistritos, 11 poblados, 4 villas y 3 villas étnicas para el grupo de los She.